# باسيل غوردون
باسيل غوردون (بالإنجليزية: Basil Gordon)‏ هو رياضياتي أمريكي، ولد في 23 ديسمبر 1931 في بالتيمور في الولايات المتحدة، وتوفي في 12 يناير 2012.